# Victory (Comtat de Cayuga)
Victory és una població del Comtat de Cayuga (Nova York) als Estats Units d'Amèrica. Segons el cens dels Estats Units del 2000 tenia 1.838 habitants.

## Demografia
Segons el cens del 2000, Victory tenia 1.838 habitants, 617 habitatges, i 481 famílies. La densitat de població era de 20,6 habitants per km².
Dels 617 habitatges en un 43,1% hi vivien nens de menys de 18 anys, en un 63,2% hi vivien parelles casades, en un 7,1% dones solteres, i en un 22% no eren unitats familiars. En el 18,2% dels habitatges hi vivien persones soles el 6% de les quals corresponia a persones de 65 anys o més que vivien soles. El nombre mitjà de persones vivint en cada habitatge era de 2,98 i el nombre mitjà de persones que vivien en cada família era de 3,36.
Per edats la població es repartia de la següent manera: un 32% tenia menys de 18 anys, un 7,3% entre 18 i 24, un 31,9% entre 25 i 44, un 20,9% de 45 a 60 i un 7,8% 65 anys o més.
L'edat mediana era de 34 anys. Per cada 100 dones de 18 o més anys hi havia 107,6 homes.
La renda mediana per habitatge era de 38.672 $ i la renda mediana per família de 41.680 $. Els homes tenien una renda mediana de 32.232 $ mentre que les dones 23.150 $. La renda per capita de la població era de 15.462 $. Entorn del 7,9% de les famílies i el 10,6% de la població estaven per davall del llindar de pobresa.